# جیجی گالی
جیجی گالی (ایتالیایی: Gigi Galli؛ زادهٔ ۱۳ ژانویهٔ ۱۹۷۳) با نام اصلی جان‌لوئیجی گالی راننده رالی اهل ایتالیا است. وی عضو تیم‌هایی همچون تیم رالی جهانی ام-اسپورت و میتسوبیشی بوده است.